# كييل صامويلسون (لاعب هوكي الجليد)
كييل صامويلسون (بالسويدية: Kjell Samuelsson)‏ هو لاعب هوكي الجليد سويدي، ولد في 18 أكتوبر 1958 في Tingsryd ‏ في السويد.

## وصلات خارجية
- كييل صامويلسون على موقع دوري الهوكي الوطني (الإنجليزية)
- كييل صامويلسون على موقع قاعة مشاهير الهوكي (لاعب أن.إتش.أل) (الإنجليزية)
- كييل صامويلسون على موقع EliteProspects.com (الإنجليزية)
- كييل صامويلسون على موقع Eurohockey.com (الإنجليزية)
- كييل صامويلسون على موقع HockeyDB.com (الإنجليزية)
- كييل صامويلسون على موقع Hockey-Reference.com (الإنجليزية)